# Gföhlberghütte
Die Gföhlberghütte ist eine Schutzhütte der österreichischen Naturfreunde im südwestlichen Wienerwald. Die auf 825 m Höhe errichtete Hütte befindet sich rund 500 m südlich des Gföhlberggipfels und an der Gemeindegrenze von Hainfeld und Brand-Laaben. Sie wird privat bewirtschaftet und ist an Wochenenden sowie an Feiertagen ganzjährig geöffnet. Der kürzeste Zustieg erfolgt über die Klammhöhe.

## Geschichte
Die Hütte wurde in über 10.000 freiwilligen Arbeitsstunden ab 1999 in Ökobauweise von der Naturfreunde-Ortsgruppe Eichgraben errichtet und 2003 eröffnet. 2008 wurde die Hütte mit dem 1. Platz in der Kategorie „Bau“ des Klimaschutzpreises der Naturfreunde Internationale in Liberec ausgezeichnet und am 12. Jänner 2012 mit dem Österreichischen Umweltzeichen durch Minister Nikolaus Berlakovich. 2015 wurde die vollbiologische Kläranlage fertiggestellt.

## Ausstattung
Der Gastraum hat etwa 50 Sitzplätze und im Gastgarten stehen weitere rund 80 Sitzplätze zur Verfügung. Weiters gibt es für Kinder einen Spielplatz, ein Kinderhaus und eine Kletterwand.

## Aufstiege
- Von Klammhöhe: Gehzeit 3/4 Stunde, 210 Höhenmeter (blaue Markierung)
- Von Stollberg: Gehzeit 3/4 Stunde, 200 Höhenmeter („Elsbeerweg“ – blaue Markierung)
- Von Bernau: Gehzeit 2 Stunden, 350 Höhenmeter (rote Markierung bis Sonnleiten, dann blaue Markierung)
- Von Bernau: Gehzeit 1½ Stunden, 350 Höhenmeter (grüne Markierung bis Gföhler Sattel, dann blaue Markierung)
- Von Hainfeld Bahnhof: Gehzeit 3 Stunden, 405 Höhenmeter (rote Markierung bis Sonnleiten, dann blaue Markierung)
- Von Klamm (Glashütte): Gehzeit 1½ Stunden, 410 Höhenmeter (rote Markierung)
- Von Laaben Hauptplatz: Gehzeit 2½ Stunden, 480 Höhenmeter (grüne Markierung bis Gföhler Sattel, dann blaue Markierung)

## Übergänge
- Hegerberg-Schutzhaus, Gehzeit 3 Stunden
- Schöpfl-Schutzhaus, Gehzeit 3 Stunden
- Hainfelder Hütte (Hainfelder Kirchenberg), Gehzeit 3½ Stunden
- Kukubauerhütte, Gehzeit 3½ Stunden